# Клер Киган
Клер Киган (енгл. Claire Keegan; Виклоу, Ирска, 1968) је ирска списатељица позната по својим кратким причама које су објављене у The New Yorker, Best American Short Stories, Granta, и The Paris Review.  

## Биографија
Рођена у округу Виклоу 1968. године, Киган је најмлађа у великој римокатоличкој породици. Отпутовала је у Њу Орлеанс, Луизијана, када је имала 17 година и студирала енглески језик и политичке науке на Универзитету Лојола. Вратила се у Ирску 1992. године, а касније је живела годину дана у Кардифу, у Велсу, где је магистрирала креативно писање и предавала студентима на Универзитету у Велсу. Касније је стекла звање Магистар филозофије на Тринити колеџу у Даблину. 
Киганова прва збирка кратких прича,Antarctica (Антарктик) (1999), освојила је Рунијеву награду за ирску књижевност и награду Вилијам Тревор.   Њена друга збирка кратких прича, Walk the Blue Fields (Прошетај плавим пољима), објављена је 2007. Киганова „дуга, кратка прича“ Foster (Фостер) је 2009. освојила Награда за ирску књижевност Дејви Бернс.  Фостер се појавио у издању The New Yorker од 15. фебруара 2010. и био је укључен у The Best American Short Stories 2011. Касније су га објавили  Faber and Faber у дужем облику. Фостер је сада укључен као текст за Irish Leaving Certificate.  Филм је адаптирао писац/редитељ Colm Bairéad 2021. и објављен као An Cailín Ciúin (The Quiet Girl) ( Тиха девојка) у мају 2022. Филм је 2023. номинован за Оскара за најбољи међународни играни филм, први филм из Ирске који је номинован у тој категорији.  Номинован је у разним категоријама на бројним филмским фестивалима.
Крајем 2021, Киган је објавила новелу, Small Things Like These (Све те ситнице), чија се радња одвија у Ирској средином 1980-их. Ушао је у ужи избор за Букерову награду 2022.  У плану је филмска адаптација.

### Кратке приче
- 2010 – Foster (Фостер), Faber and Faber, Лондон. (Доступно као пдф у Интернет архиви)
  - Штампано у The New Yorker, 15. фебруара 2010.
- 2022 – So late in the day (Тако касно у току дана). Штампано у The New Yorker-у, 21. фебруара 2022.

### Збирке кратких прича
- 1999 – Antarctica (Антарктик), Faber and Faber, Лондон.
- 2007 – Walk the Blue Fields (Ходај плавим пољима), Faber and Faber, Лондон.
- 2019 – The forester's daughter (Шумарова ћерка), Faber and Faber, Лондон.
- 2023 – So Late in the Day: stories of women and men (Тако касно у дан: приче жена и мушкараца), Grove Press, Њујорк.

### Новеле
- 2021 – Small Things Like These (Све те ситнице)

## Награде и почасти
Киган је освојила инаугуралну William Trevor Prize,  Рунијеву награду за ирску књижевност,  Olive Cook Award и награду за ирску књижевност Дејви Бернс 2009.  Остале награде укључују стипендију Хјуа Леонарда, Macaulay Fellowship,  награду Martin Healy, награду Kilkenny и награду Том Галон. Такође је била Wingate стипендиста 2002. године и двоструки добитник Francis MacManus Award. Била је гостујући професор на Villanova University 2008. Киган је била резидентни уметник Ирског фонда на Одсеку за келтске студије колеџа Сент Мајкл на Универзитету у Торонту у марту 2009.  Године 2019. именована је за сарадника за писање на Тринити колеџу у Даблину.  Пембрук колеџ Кембриџ и Тринити колеџ Даблин одабрали су Киганову за гостујућег сарадника Briena Staunton 2021. 
Француски превод Small Things Like These(Ce genre de petites choses) ушао је у ужи избор за две престижне награде: Књижевну награду амбасадора Франкофоније  и Grand Prix de L'Heroine Madame Figaro.  У марту 2021, Киган и њен преводилац са француског, Жаклин Один, освојиле су књижевну награду амбасадора Франкофоније.  Small Things Like These (Све те ситнице) освојиле су Орвелову награду за политичку фикцију 2022.  Такође је ушла у ужи избор за Букерову награду 2022. и представља најкраћу књигу признату у историји награде. 
Године 2023. Киган је проглашена за „Аутора године“ Ирске књижне награде.   Њена књига So Late in the Day (Тако касно у току дана) такође је ушла у ужи избор за награду Ирске "Роман године".
Киган је била члан Aosdána од 2008.  